# Stathmodera grisea
Stathmodera grisea là một loài bọ cánh cứng trong họ Cerambycidae.